# Língua axânti
Axânti ou axante (em inglês: ashanti; em axânti, Twi ) é o dialeto de prestígio da língua akan, da subfamília kwa da família das línguas nigero-congolesas.

 
Com aproximadamente 9 milhões de falantes nativos e um total estimado em 18 milhões de falantes que se concentram no sul do Gana, o axante adquiriu o estatuto de variante de prestígio e padrão de normatização da língua acã, em grande medida, por ter sido a primeira forma vernácula da subfamília para a qual se traduziu a Bíblia Sagrada. 